# Hyogonia reticulata
Hyogonia reticulata är en insektsart som först beskrevs av Melichar 1925.  Hyogonia reticulata ingår i släktet Hyogonia och familjen dvärgstritar. Inga underarter finns listade i Catalogue of Life.